# تثبيت الفيروس
تثبيت الفيروس (بالإنجليزية: Viropexis)‏ هي عملية تقوم بها أصناف معينة من الفيروسات مثل الفيروسات البابوفية والفيروسات البيكورناوية حيث يدخل الفيروس إلى العائل ويكون قادرا على التنسخ.
يظهر التركيب الكاره للماء لقفيصة البروتينات بعد ارتباط الفيروس بالخلية. هذه التراكيب تساعد الفيريون والمحتوى الوراثي الفيروسي لتنفصل خلال الغشاء.

## المصدر
- Murray P؛ Rosenthal K؛ Michael P. Medical Microbiology (ط. 6th). ص. 47.